# Vată de sticlă

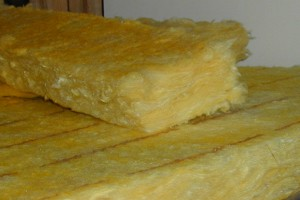
Vată de sticlă pentru izolație.

Vata de sticlă este un material izolant realizat din fibre de sticlă dispuse folosind un liant într-o textură asemănătoare lânii. Procesul reține multe bule mici de aer între sticlă, iar aceste bule mici de aer au ca rezultat proprietăți de izolare termică ridicate. Vata de sticlă este produsă în role sau în dale, cu proprietăți termice și mecanice diferite. De asemenea, poate fi produsă ca material ce poate fi pulverizat sau aplicat pe suprafețe de izolat. Metoda modernă de producere a vatei de sticlă a fost inventată de Games Slayter în timp ce lucra la Owens-Illinois Glass Co. (Toledo, Ohio). A depus pentru prima dată un brevet pentru un nou proces de fabricare a vatei de sticlă în 1933.

## Fabricare

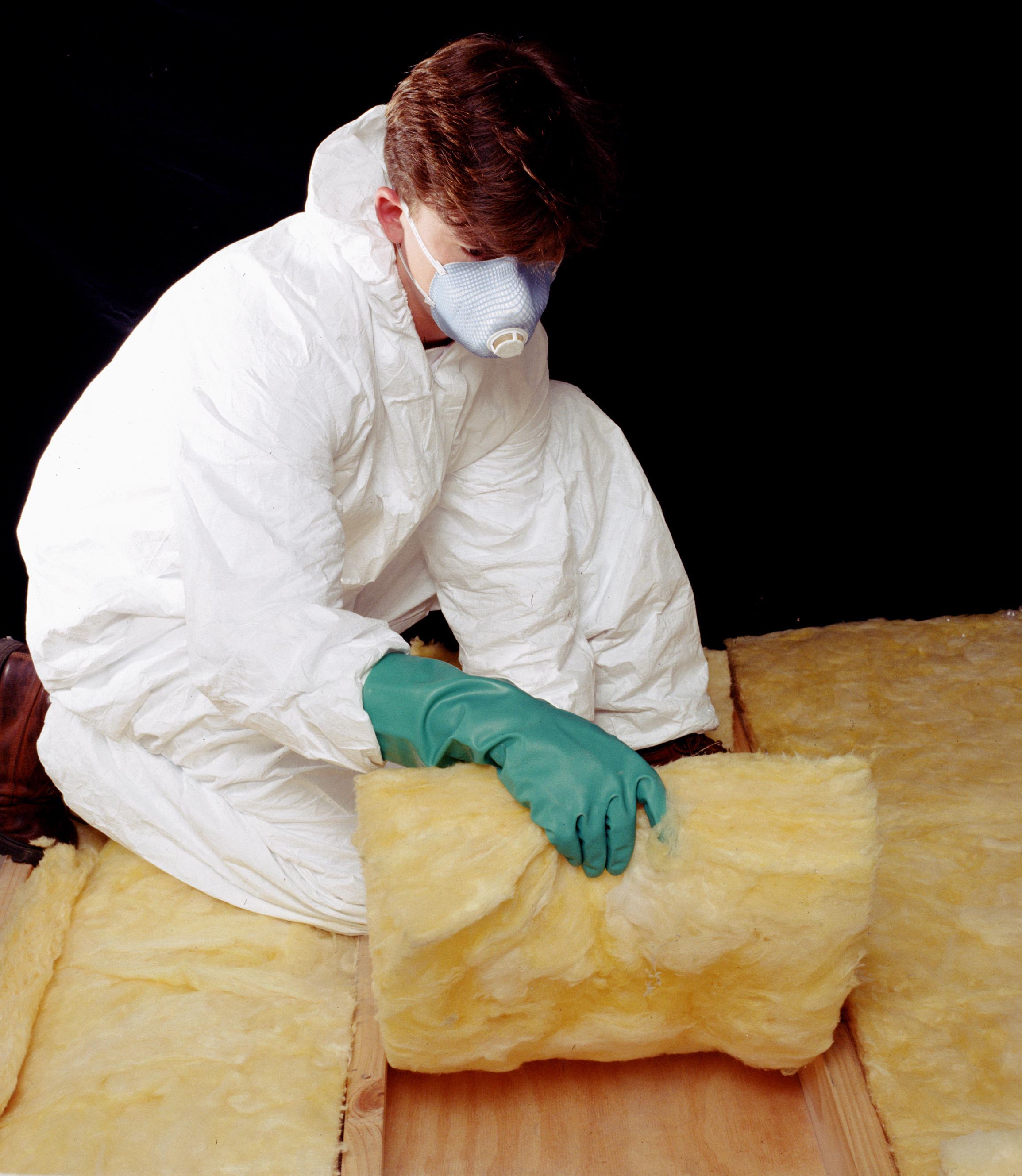
Instalarea vatei de sticlă ca izolație de tavan.

Vata de sticlă se obține prin topirea unui amestec de sticlă și nisip la o temperatură cuprinsă între 1.300-1.500°C care ulterior este transformată în fibre, cu adăugarea unui liant care măreste coeziunea fibrelor obținute. Această fibră este apoi încălzită la aproximativ 200°C și supusă calandrării pentru a-i conferi rezistență mecanică și stabilitate suplimentară. În cele din urmă, vata de sticlă este tăiată în role sau panouri prin acțiunea unor presiuni mari.

## Proprietăți
Vata de sticlă este un material bun pentru izolația termică și fonică. Aceste proprietăți se datorează structurii sale macroscopice pufoase care atenuează zgomotele, iar prin încorporarea unor cantități mari de aer izolează de căldură și este capabil, de asemenea, să reziste la temperaturi foarte ridicate. În plus, vata de sticlă are un cost foarte scăzut, ceea ce o face de fapt preferabilă altor tipuri de izolație, precum pluta care este foarte scumpă.
Un alt material comparabil cu vata de sticlă este vata minerală.

## Probleme de sănătate
Fibra de sticlă irită ochii, pielea și sistemul respirator. Simptomele potențiale includ și iritarea gâtului, dispnee (dificultate de respirație), răgușeală și tuse. Fibra de sticlă folosită pentru izolarea aparatelor pare să producă boli umane similare cu azbestul. Dovezile științifice demonstrează că fibra de sticlă este sigură de fabricat, instalat și utilizat atunci când sunt respectate practicile de lucru recomandate pentru a reduce iritația mecanică temporară. Din păcate, aceste practici de lucru nu sunt întotdeauna respectate, iar fibra de sticlă este adesea lăsată expusă în subsoluri care ulterior devin ocupate. Izolația din fibră de sticlă nu trebuie lăsată niciodată expusă într-o zonă ocupată, conform American Lung Association (Asociația Americane de Plămân).